# Claude De Bruyn
Pour les articles homonymes, voir De Bruyn.
Claude De Bruyn, né en septembre 1943 à Uccle et mort le 27 août 2020, est une personnalité belge de la sécurité routière.
Depuis 1978, il est l’auteur de la Méthode Feu vert publiée aux éditions De Boeck qui prépare les candidats conducteurs aux examens officiels.

## Biographie
Le lieutenant-colonel De Bruyn est né à Uccle en Belgique. Il passe trois ans à l’École royale des cadets,  est admis à l’École royale militaire  en 1962 et ensuite à l’École royale de Gendarmerie.
En 1966, il sort de l’Université de Liège, diplômé en criminologie.
En 1970, il est sélectionné par la Radio-Télévision belge de la Communauté française (RTBF - TV) pour présenter une émission télévisée hebdomadaire de sécurité routière. Les émissions Contacts débutent.
En 1978, le manuel Feu vert pour le permis de conduire (Éditions Gamma) parait. Il est destiné à préparer les candidats conducteurs aux examens officiels. 
En 1980, après plus de 400 émissions réalisées, Claude De Bruyn quitte Contacts. Il est promu au grade de major et va exercer les fonctions de Commandant du District de Seraing, en région liégeoise.
En 1984, le major De Bruyn est nommé au grade de lieutenant-colonel.
De 1986 à 1988, il présente les émissions Trafic sur les antennes de la chaîne télévisée commerciale RTL TVI.
En 1996, les éditions De Boeck reprennent l’ouvrage Feu vert pour le permis de conduire. 
En 1997, toujours pour De Boeck, il participe à la réalisation du cédérom et à la nouvelle édition du livre Feu vert pour le permis de conduire.
En 1999, il prend sa retraite.
Le lieutenant-colonel Claude De Bruyn reste un passionné du code de la route et un fervent défenseur d’une bonne préparation à la conduite.
En 2007, un de ses fils, Cédric, quitte la police et poursuit la voie de son père dans la sécurité routière.

## Publications
- Feu vert pour le permis de conduire (le livre), Éditions De Boeck, 2008, 224 p.
- Feu vert pour le permis de conduire (le cédérom), Éditions De Boeck, 2008
- Feu vert pour le guide, Éditions De Boeck, 2008, 64 p.
- Feu vert pour le permis de conduire  www.feuvert.be